# Mon père est ingénieur
Pour plus de détails, voir Fiche technique et Distribution.
Mon père est ingénieur est un film français réalisé par Robert Guédiguian (2004).

## Synopsis
Natacha s'imagine en Vierge Marie portant Jésus dans son ventre, sur les quais désaffectés de Marseille. Son Joseph, c'est Jérémie, son amour de jeunesse et de toujours. Jérémie, qu'elle n'a pas revu depuis de nombreuses années, parcourt le monde, tandis que Natacha est restée médecin de quartier.
Jérémie se tient près d'elle, mais elle n'en sait rien. Elle ne sait plus rien, Natacha. Un jour, son père l'a trouvée comme ça, inerte, muette : "sidération psychique" disent les professeurs tandis que Jérémie s'installe chez Natacha. 
Les souvenirs affluent : ils avaient 14 ans et se sont aimés. Aujourd'hui, Jérémie est de retour et ne sait pas encore qu'il va rester. Son enquête pour découvrir ce qui est arrivé à Natacha va lui faire rencontrer les personnes qu'elle côtoyait, aimer les gens qu'elle aimait, soigner les malades qu'elle soignait.

## Fiche technique
- Réalisateur : Robert Guédiguian
- Scénario : Jean-Louis Milesi et Robert Guédiguian
- Genre : drame
- Durée : 108 minutes
- Date de sortie : France :18 août 2004

## Distribution
- Ariane Ascaride : Natacha / Marie
- Jean-Pierre Darroussin : Jérémie / Joseph
- Gérard Meylan : Monsieur Vadino / Roustido
- Christine Brucher : Madame Vadino
- Pascale Roberts : la mère de Natacha
- Jacques Boudet : le père de Natacha
- Youssef Sahbeddine : Rachid / Vincent
- Mathilda Duthu : Mylène / Mireille
- Pierre Banderet : l'âne
- Patrick Bonnel : le bœuf

## Distinctions
- Nomination au Festival de Saint-Sébastien en 2007[1].